# مجتبی تهرانی
مجتبی شهید کَلهُری مشهور به مجتبی تهرانی و حاج آقا مجتبی تهرانی (زادهٔ ١۵ فروردین ۱۳۱۲ در تهران – درگذشتهٔ ۱۳ دی ۱۳۹۱ در تهران) استاد اخلاق ایرانی و مدرس حوزه‌های علمیهٔ تهران از جمله مدرسه مروی بود.

## زندگی
پدر وی میرزا عبدالعلی تهرانی از شاگردان عبدالکریم حائری یزدی است و مرتضی تهرانی و مهدی کلهر برادران او هستند. مجتبی تهرانی اولین کسی بود که در تهران با وجود حساسیت حکومت پهلوی برای سید مصطفی خمینی مراسم ختم برگزار کرد. تهرانی حدود چهل سال در تهران به تدریس اخلاق و فقه مشغول بود و شاگردان فراوانی داشت.
وی تحصیلات مقدماتی را از حوزه علمیه تهران و مشهد آغاز کرد ولی عمده تحصیلات حوزوی او در ۱۸ سالگی در سال ۱۳۳۴ در قم آغاز شد و در ۲۵ سالگی به اجتهاد رسید. از سال ۱۳۴۷ بمدت سه سال را در نجف گذراند. مجتبی تهرانی از سال ۱۳۵۱ ضمن اقامهٔ جماعت در مسجد جامع بازار (مسجد جامع تهران)، جلسات اخلاق و تفسیر داشت و درس خارج فقه و اصول سیدمحسن حکیم و سید ابوالقاسم خویی شرکت کرد، وی به درخواست استاد خود سید روح‌الله خمینی به جمع‌آوری فتاوا و تنظیم صحیح‌ترین نسخه از رسالهٔ عملیه و مناسک حجّ خمینی پرداخت که در سال۱۳۴۳ به چاپ رسید.
مجتبی تهرانی دروس خارج خود را از سال ۱۳۵۷ در منزل و سپس از سال ۱۳۶۴ در مدرسه مروی ارائه داد. او پس از انقلاب به استقبال مسؤولیت‌های اجرایی نرفت و به کار فقهی و تبلیغی اشتغال داشت. تهرانی از فقهای نزدیک به سید علی خامنه ای، رهبر جمهوری اسلامی ایران بود.

## درگذشت

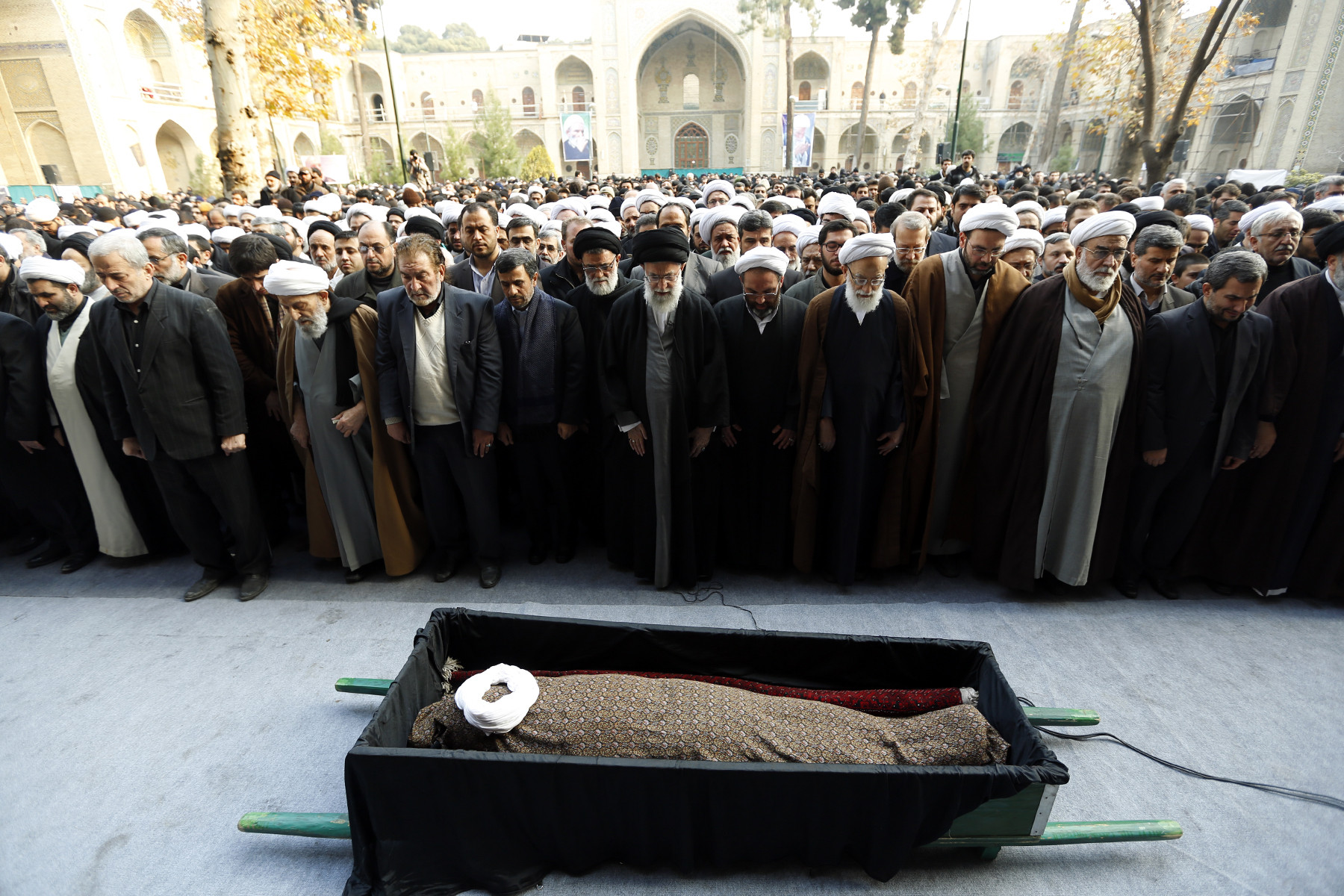
اقامه نماز بر پیکر مجتبی تهرانی توسط سید علی خامنه ای در مدرسه عالی شهید مطهری، ۱۴ دی ۱۳۹۱

وی در روز سه‌شنبه ۱۳ دی ۱۳۹۱ در سن ۷۹ سالگی درگذشت و در ۱۴ دی سید علی خامنه‌ای بر پیکرش نماز خواند و همزمان با اربعین در حرم شاه عبدالعظیم دفن شد. هم‌اینک مزار مجتبی تهرانی در صحنِ اصلیِ حرمِ شاه عبدالعظیم حسنی قرار دارد. همچنین عده‌ای از علما و مراجع تقلید و جمعی از مقامات لشکری و کشوری طی پیام‌هایی درگذشت وی را تسلیت گفتند.  تهرانی از افراد انگشت شماری است که رهبر جمهوری اسلامی، در  مراسم ترحیمشان شرکت کرده است.

## نظریات
تهرانی در ولایت فقیه همان تقریری را داشت که سید روح‌الله خمینی از این نظریه داشت. وی همچنین معتقد بود ولایت فقیه ادامه راه انبیاء است. او می‌گفت:
«اگر انسان بخواهد به قرآن عمل کند و منشورات مکتب، یعنی احکام را در سطح جامعه بشری سازی و جاری کند راهی جز این نیست که تشکیل دولت و حکومت دهد.»

## آثار
کتاب‌هایی در مباحث تأدیبی از وی در حال تألیف و انتشار می‌باشد که نتیجه سلسله جلسات اخلاقی و منبری او می‌باشد. کتاب های دیگری نیز از این استاد اخلاق و فقه به جا مانده است که در عنوان های مختلف به چاپ رسیده است:
1. کتاب «ادب الهی»:
  - کتاب یکم «تأدیب نفس به معنی الاعم» (در تابستان ۱۳۹۳به چاپ رسید.)
  - کتاب دوم «مبانی تربیت»
  - کتاب سوم «تربیت فرزند»
  - کتاب چهارم «حیا»
  - کتاب پنجم «تربیت مربی»
2. کتاب «ادب نبوی»
3. کتاب «خطبه حضرت زهرا»
4. کتاب «رسائل بندگی»:
  - کتاب یکم «کتاب دل»
  - کتاب دوم «حب به دنیا»
5. سلوک عاشورایی:
  - کتاب یکم «تعاون و همیاری»
  - کتاب دوم «امر به معروف و نهی از منکر»
  - کتاب سوم «هجرت و مهاجرت»
  - کتاب چهارم «دین و دینداری»
  - کتاب پنجم «استقامت و پایداری»
  - کتاب ششم «حق و باطل»
  - کتاب هفتم «عزت و ذلت»
  - کتاب هشتم «غیرت دینی»
  - کتاب نهم «بینش و نگرش»
  - کتاب دهم «شرح خطبه منا»
6. شرحی بر خطبه فدک
7. کیش پارسایان
8. تفسیر نور مبین
  - کتاب یکم (سوره های ناس، توحید، فلق، مسد، نصر و کافرون.)
  - کتاب دوم (سوره های کوثر، ماعون، قریش، فیل، همزه، عصر و تکاثر)
9. اخلاق ربانی
  - مبانی علم اخلاق
  - قوه عقلیه
  - قوه غضبیه
  - قوه شهویه
  - آفات زبان
10. دعا، حقیقت بندگی
11. توسلات اصحاب
12. درآمدی بر سیر و سلوک

## استادان
- ادیب نیشابوری
- سید روح‌الله خمینی
- سید حسین طباطبایی بروجردی
- سید محمدرضا گلپایگانی
- سید محمدحسین طباطبایی
- سید محمد محقق داماد
- سید ابوالقاسم خویی
- سید محسن حکیم